# 湖南村 (長野県)
湖南村（こなみむら）は長野県諏訪郡にあった村。現在の諏訪市大字湖南にあたる。

## 地理
- 山：守屋山、三つ峰
- 河川：宮川、舟渡川

## 歴史

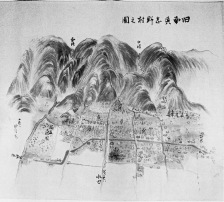
上島正 筆「旧南真志野村之図」(1919年)

- 1873年（明治7年）10月22日 - 筑摩県諏訪郡北真志野村・南真志野村・大熊村・田辺村・後山新田村・板沢新田村・椚平新田村が合併して湖南村となる。
- 1876年（明治9年）8月21日 - 長野県の所属となる。
- 1889年（明治22年）4月1日 - 町村制の施行により、湖南村が単独で自治体を形成。
- 1955年（昭和30年）4月1日 - 諏訪市に編入。同日湖南村廃止。

## 交通

### 道路
現在は旧村域を中央自動車道が通過するが、当時は未開通。